# Broadstairs
Broadstairs (engelskt uttal: [ˈbrɔdstɛərz]) är en stad i grevskapet Kent i sydöstra England. Staden ligger i distriktet Thanet i den nordöstra delen av Kent, strax norr om Ramsgate. Tätorten (built-up area) hade 25 765 invånare vid folkräkningen år 2021.
Broadstairs är en populär badort, Charles Dickens hade sitt sommarställe här mellan 1837 och 1851. Staden slogs samman med St Peter's i slutet av 1800-talet.